# Wife Savers
Pour plus de détails, voir Fiche technique et Distribution.
Wife Savers est un film muet américain réalisé par Ralph Ceder, sorti en 1928. Il est considéré comme perdu.

## Synopsis
Après la Première Guerre mondiale, deux soldats américains, Louis Hozenozzle et Rodney Ramsbottom, sont stationnés en Suisse. Ramsbottom est amoureux de Colette, une jolie Suissesse ; lorsqu'il reçoit l'ordre de quitter le pays, il ordonne à Hozenozzle d'y rester pour la protéger. Le général Lavoris, un Suisse, désire aussi Colette, mais elle le repousse. De retour chez lui, il fait émettre un faux ordre stipulant que toutes les femmes célibataires doivent immédiatement prendre un mari. 
À sa demande, Hozenozzle épouse Colette. Ramsbottom reçoit alors une lettre du général Lavoris lui disant qu'il a été doublé ; le lieutenant retourne immédiatement en Suisse et défie son adversaire en duel. Colette intercède, expliquant qu'elle s'est mariée uniquement pour se sauver de Lavoris. Le maire accorde à Colette le divorce mais tous les prétendants la perdent au profit d'un beau et jeune major.

## Fiche technique
- Titre : Wife Savers
- Réalisation : Ralph Ceder
- Scénario : Grover Jones et Thomas J. Geraghty (en), d'après la pièce d'Arthur Wimperis
- Photographie : Alfred Gilks et H. Kinley Martin
- Montage : George Nichols Jr.
- Production : James Cruze
- Société de production : Paramount Pictures
- Pays de production :  États-Unis
- Langue : anglais
- Format : noir et blanc — 1,33:1 — film muet
- Genre : comédie
- Durée : 60 minutes
- Date de sortie : 7 janvier 1928 (États-Unis)

## Distribution
- Wallace Beery : Louis Hosenozzle
- Raymond Hatton : Rodney Ramsbottom
- Zasu Pitts : Germaine
- Sally Blane : Colette
- Tom Kennedy : Général Lavoris
- Ford Sterling : le videur de la taverne